# Egipt na Letniej Uniwersjadzie 2007
Egipt na Letniej Uniwersjadzie w Bangkoku reprezentowało 32 zawodników. Egipcjanie zdobyli jeden złoty i jeden srebrny medal.

## Medale

### Złoto
- Amr Seoud – lekkoatletyka, 200 metrów

### Srebro
- Omar Ahmed El Ghazaly – lekkoatletyka, rzut dyskiem